# Imbert (kommun)
Imbert är en kommun i Dominikanska republiken.   Den ligger i provinsen Puerto Plata, i den norra delen av landet, 170 km nordväst om huvudstaden Santo Domingo. Antalet invånare i kommunen är cirka 22 000.